# Ndom (BaréBakem)
Pour les articles homonymes, voir Ndom (homonymie).
Ndom est un village de la Région du Littoral du Cameroun, situé dans la commune de Baré-Bakem. On y accède par la route qui lie Baréko à Nkoniambot.

## Population et développement
En 1967, la population de Ndom était de 223 habitants, essentiellement des Bakem. La population de Ndom était de 198 habitants dont 102 hommes et 96 femmes, lors du recensement de 2005.